# Arajet
 (janvier 2024).
La mise en forme du texte ne suit pas les recommandations de Wikipédia : il faut le « wikifier ».
Les points d'amélioration suivants sont les cas les plus fréquents. Le détail des points à revoir est peut-être précisé sur la page de discussion.
- Les titres sont pré-formatés par le logiciel. Ils ne sont ni en capitales, ni en gras.
- Le texte ne doit pas être écrit en capitales (les noms de famille non plus), ni en gras, ni en italique, ni en « petit »…
- Le gras n'est utilisé que pour surligner le titre de l'article dans l'introduction, une seule fois.
- L'italique est rarement utilisé : mots en langue étrangère, titres d'œuvres, noms de bateaux, etc.
- Les citations ne sont pas en italique mais en corps de texte normal. Elles sont entourées par des guillemets français : « et ».
- Les listes à puces sont à éviter, des paragraphes rédigés étant largement préférés. Les tableaux sont à réserver à la présentation de données structurées (résultats, etc.).
- Les appels de note de bas de page (petits chiffres en exposant, introduits par l'outil «  Source ») sont à placer entre la fin de phrase et le point final[comme ça].
- Les liens internes (vers d'autres articles de Wikipédia) sont à choisir avec parcimonie. Créez des liens vers des articles approfondissant le sujet. Les termes génériques sans rapport avec le sujet sont à éviter, ainsi que les répétitions de liens vers un même terme.
- Les liens externes sont à placer uniquement dans une section « Liens externes », à la fin de l'article. Ces liens sont à choisir avec parcimonie suivant les règles définies. Si un lien sert de source à l'article, son insertion dans le texte est à faire par les notes de bas de page.
- La présentation des références doit suivre les conventions bibliographiques. Il est recommandé d'utiliser les modèles {{Ouvrage}}, {{Chapitre}}, {{Article}}, {{Lien web}} et/ou {{Bibliographie}}. Le mode d'édition visuel peut mettre en forme automatiquement les références.
- Insérer une infobox (cadre d'informations à droite) n'est pas obligatoire pour parachever la mise en page.

Pour une aide détaillée, merci de consulter Aide:Wikification.
Si vous pensez que ces points ont été résolus, vous pouvez retirer ce bandeau et améliorer la mise en forme d'un autre article.
Arajet Airlines est la compagnie aérienne phare et la plus grande de la République Dominicaine, avec son siège social à Saint-Domingue. Fondée en 2022, elle assure des services vers l’Amérique du Nord, centrale et du Sud, desservant plus de 28 destinations.  
En septembre 2024, Arajet a célébré son deuxième anniversaire d’exploitation. Plus tard, en décembre 2024, la compagnie aérienne a franchi une étape importante en transportant  1 000 000 de passagers en une seule année, devenant ainsi la première compagnie aérienne dominicaine à atteindre ce record,. 

## Flotte
La flotte de Arajet figure des suivants aéronefs :
| Aéronefs         | En service | Orders | Passagers                                           | Passagers                                           | Passagers                                           | Plaque                                              | Antiquité                                           | Notes                                               |                                                     |
| Aéronefs         | En service | Orders | Touriste+                                           | Touriste                                            | Total                                               | Plaque                                              | Antiquité                                           | Notes                                               |                                                     |
| ---------------- | ---------- | ------ | --------------------------------------------------- | --------------------------------------------------- | --------------------------------------------------- | --------------------------------------------------- | --------------------------------------------------- | --------------------------------------------------- | --------------------------------------------------- |
| Boeing 737 MAX 8 | 9          | 18     | 8                                                   | 177                                                 | 185                                                 | HI1027 «Valle Nuevo»                                | 1,7 ans                                             | Constituée en mai de 2022                           |                                                     |
| Boeing 737 MAX 8 | 9          | 18     | 8                                                   | 177                                                 | 185                                                 | HI1026 «Pico Duarte»                                | 1,8 ans                                             | Constituée en mars de 2022                          |                                                     |
| Boeing 737 MAX 8 | 9          | 18     | 8                                                   | 177                                                 | 185                                                 | HI1078 «Los Tres Ojos»                              | 4,2 ans                                             | Constituée en août de 2022                          |                                                     |
| Boeing 737 MAX 8 | 9          | 18     | 8                                                   | 177                                                 | 185                                                 | HI1082 «Ojos Indígenas»                             | 4,5 ans                                             | Constituée en juillet de 2022                       |                                                     |
| Boeing 737 MAX 8 | 9          | 18     | 8                                                   | 177                                                 | 185                                                 | HI1081 «Jaragua»                                    | 4,6 ans                                             | Constituée en juin de 2022                          |                                                     |
| Boeing 737 MAX 8 | 9          | 18     | 8                                                   | 177                                                 | 185                                                 | HI1099 «Lago Enriquillo»                            | 0,2 ans                                             | Constituée en decembre de 2023                      |                                                     |
| Boeing 737 MAX 8 | 9          | 18     | 8                                                   | 177                                                 | 185                                                 | HI1104 «Isla Saona»                                 | 5,3 ans                                             | Constituée en novembre de 2023                      |                                                     |
| Boeing 737 MAX 8 | 9          | 18     | 8                                                   | 177                                                 | 185                                                 | HI1103 «Bahía de las Águilas»                       | 6,4 ans                                             | Constituée en decembre de 2023                      |                                                     |
| Boeing 737 MAX 8 | 9          | 18     | 8                                                   | 177                                                 | 185                                                 | HI1098 «Laguna Redonda-Miches»                      | 0,2 ans                                             | Constituée en decembre de 2023                      |                                                     |
| Total            | 9          | 18     | Âge moyen de la flotte (novembre de 2023): 3,7 ans. | Âge moyen de la flotte (novembre de 2023): 3,7 ans. | Âge moyen de la flotte (novembre de 2023): 3,7 ans. | Âge moyen de la flotte (novembre de 2023): 3,7 ans. | Âge moyen de la flotte (novembre de 2023): 3,7 ans. | Âge moyen de la flotte (novembre de 2023): 3,7 ans. | Âge moyen de la flotte (novembre de 2023): 3,7 ans. |

D'après il peut se remarquer en Cirium Fleet Analyzer y a autres trois Boeing 737 MAX 8 programmés pour être livrés le mois de novembre et en janvier et février de 2024 (ils recevraient deux: HI1098 et HI1103).

### Ancienne flotte

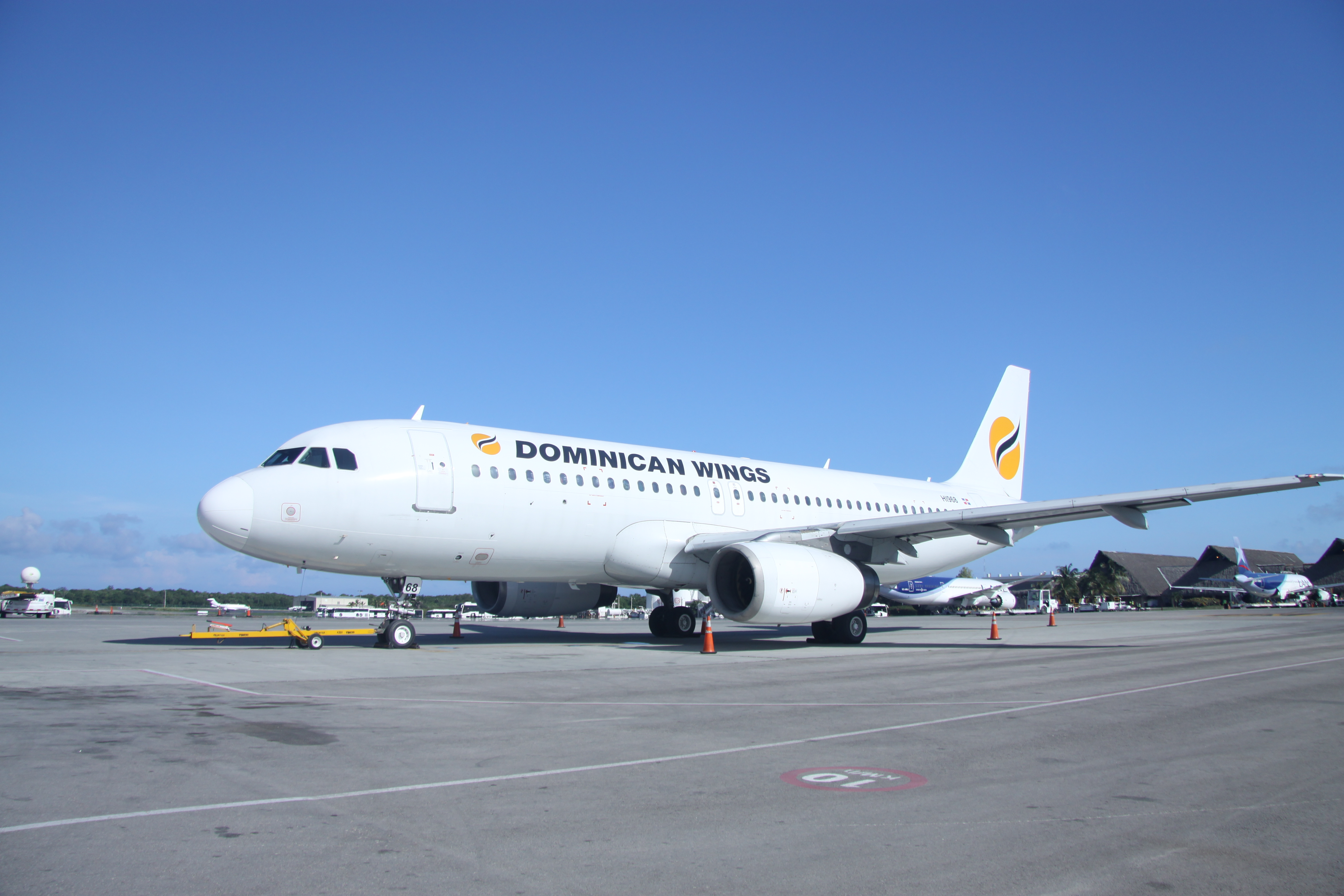
Ancien Airbus A320-200 (HI-968) de Dominican Wings

Côme Dominican Wings, l'entreprise racontait avec le suivant aéronef :
| Aéronef         | Total | Introduit | Retiré | Plaque |
| --------------- | ----- | --------- | ------ | ------ |
| Airbus A320-200 | 1     | 2015      | 2016   | HI968  |

## Destinations

Servi par arajet,
Prévu pour être desservi par Arajet

La compagnie aérienne opère dans l'actualité les suivantes destinations depuis ses deux aéroports principaux (Saint-Domingue et Santiago de los Caballeros):
| Pays                                                          | Destinations                              | Aéroports                                       | Fréquences hebdomadaires de Saint Domingue                                    | Fréquences hebdomadaires de Santiago des Cavaliers |
| Amérique du Nord (2 pays, 4 destinations)                     | Amérique du Nord (2 pays, 4 destinations) | Amérique du Nord (2 pays, 4 destinations)       | Amérique du Nord (2 pays, 4 destinations)                                     | Amérique du Nord (2 pays, 4 destinations)          |
| ------------------------------------------------------------- | ----------------------------------------- | ----------------------------------------------- | ----------------------------------------------------------------------------- | -------------------------------------------------- |
| Canada                                                        | Toronto                                   | Aéroport International Pearson de Toronto       | 4 (réduite à 3 fréquences hebdomadaires à partir d'avril 2024)                | —                                                  |
| Canada                                                        | Montréal                                  | Aéroport International Pierre Elliott Trudeau   | 4 (réduite à 3 fréquences hebdomadaires à partir du 3 avril 2024)             | —                                                  |
| Mexique                                                       | Cancún                                    | Aéroport Internacional de Cancún                | 6                                                                             | —                                                  |
| Mexique                                                       | Mexico (ville)                            | Aéroport International Felipe Ángeles           | 7                                                                             | —                                                  |
| Amérique centrale (3 pays, 3 destinations)                    |                                           |                                                 |                                                                               |                                                    |
| Costa Rica                                                    | San José                                  | Aéroport Internacional Juan Santamaría          | 4 (passe à 6 fréquences hebdomadaires entre le 9 janvier et le 29 mars 2024)  | —                                                  |
| Salvador                                                      | San Salvador                              | Aéroport International du Salvador              | 6 (passe à 7 fréquences hebdomadaires entre le 8 janvier et le 29 mars 2024)  | —                                                  |
| Guatemala                                                     | Guatemala (ville)                         | Aéroport International La Aurora                | 4 (passe à 6 fréquences hebdomadaires entre le 12 janvier et le 30 mars 2024) | —                                                  |
| Caraïbes (5 pays, 6 destinations)                             |                                           |                                                 |                                                                               |                                                    |
| Aruba                                                         | Oranjestad                                | Aéroport International Reine Beatrix            | 2                                                                             | —                                                  |
| Curaçao                                                       | Willemstad                                | Aéroport International de Curaçao (via AUA)     | 2                                                                             | —                                                  |
| Jamaïque                                                      | Kingston                                  | Aéroport International Norman Manley            | 4                                                                             | —                                                  |
| République dominicaine                                        | Saint Domingue                            | Aéroport International Las Américas             | Hub                                                                           | 2                                                  |
| République dominicaine                                        | Santiago de los Caballeros                | Aéroport Internacional du Cibao                 | —                                                                             | Hub secondarie                                     |
| Saint-Martin                                                  | Philipsburg                               | Aéroport International Princesse Juliana        | 2                                                                             | —                                                  |
| Amérique du Sud (6 pays, 9 destinations)                      |                                           |                                                 |                                                                               |                                                    |
| Argentine                                                     | Buenos Aires                              | Aéroport International d'Ezeiza                 | 3 (passe à 4 fréquences hebdomadaires en avril et 7 en juin 2024)             | 2                                                  |
| Brésil                                                        | São Paulo                                 | Aéroport International de São Paulo-Guarulhos   | 3 (passe à 7 fréquences hebdomadaires à partir d’avril 2024)                  | 1                                                  |
| Colombie                                                      | Bogota                                    | Aéroport Internacional El Dorado                | 3                                                                             | 2 (se termine le 29 mars 2024)                     |
| Colombie                                                      | Cartagène des Indes                       | Aéroport International Rafael Núñez             | 3 (passe à 4-5 fréquences hebdomadaires en avril et 6-7 en juin 2024)         | —                                                  |
| Colombie                                                      | Medellín                                  | Aéroport International José María Córdova       | 3 (passe à 5 fréquences hebdomadaires à partir du 3 avril 2024)               | 2                                                  |
| Chili                                                         | Santiago                                  | Aéroport Internacional Arturo Merino Benitez    | 3                                                                             | 1                                                  |
| Équateur                                                      | Guayaquil                                 | Aéroport International José Joaquín de Olmedo   | 2 (fonctionnera directement à partir du 20 juin 2024)                         | —                                                  |
| Équateur                                                      | Quito                                     | Aéroport Internacional Mariscal Sucre (via GYE) | 2 (fonctionnera directement à partir du 20 juin 2024)                         | —                                                  |
| Pérou                                                         | Lima                                      | Aéroport International Jorge Chávez             | 2 (passe à 3 fréquences hebdomadaires à partir du 2 avril 2024)               | —                                                  |
| Total: 16 pays, 23 destinations, 72 fréquences hebdomadaires. |                                           |                                                 |                                                                               |                                                    |

### Futures destinations
| Pays              | Destinations            | Aéroports                                            | Notes              |
| ----------------- | ----------------------- | ---------------------------------------------------- | ------------------ |
| Barbade           | Bridgetown              | Aéroport International Grantley Adams                | Plans de démarrage |
| Bolivie           | Santa Cruz de la Sierra | Aéroport International Viru Viru                     | Plans de démarrage |
| Brésil            | Rio de Janeiro          | Aéroport International Internacional de Galeão       | Plans de démarrage |
| Cuba              | La Havane               | Aéroport International José Martí                    | Plans de démarrage |
| États-Unis        | Atlantic City           | Aéroport International d'Atlantic City               | Plans de démarrage |
| États-Unis        | Baltimore               | Aéroport International de Baltimore-Washington       | Plans de démarrage |
| États-Unis        | Boston                  | Aéroport International Logan                         | Plans de démarrage |
| États-Unis        | Chicago                 | Aéroport International O'Hare                        | Plans de démarrage |
| États-Unis        | Philadelphie            | Aéroport International de Philadelphie               | Plans de démarrage |
| États-Unis        | Fort Lauderdale         | Aéroport International de Fort Lauderdale-Hollywood  | Plans de démarrage |
| États-Unis        | Houston                 | Aéroport Intercontinental George Bush                | Plans de démarrage |
| États-Unis        | Los Angeles             | Aéroport International de Los Angeles                | Plans de démarrage |
| États-Unis        | Miami                   | Aéroport International de Miami                      | Plans de démarrage |
| États-Unis        | Newark                  | Aéroport International Liberty de Newark             | Plans de démarrage |
| États-Unis        | New York                | Aéroport International de New York - John F. Kennedy | Plans de démarrage |
| États-Unis        | Orlando                 | Aéroport International d'Orlando                     | Plans de démarrage |
| États-Unis        | Tampa                   | Aéroport International de Tampa                      | Plans de démarrage |
| États-Unis        | Washington D. C.        | Aéroport International de Washington-Dulles          | Plans de démarrage |
| Guadeloupe        | Pointe-à-Pitre          | Aéroport Guadaloupe - Pôle Caraïbes                  | Plans de démarrage |
| Honduras          | San Pedro Sula          | Aéroport International Ramón Villeda Morales         | Plans de démarrage |
| Honduras          | Tegucigalpa             | Aéroport International de Comayagua                  | Plans de démarrage |
| Panama            | Panama (ville)          | Aéroport International de Tocumen                    | Plans de démarrage |
| Paraguay          | Asuncion                | Aéroport International Silvio Pettirossi             | Plans de démarrage |
| Porto Rico        | San Juan                | Aéroport International Luis Muñoz Marín              | Plans de démarrage |
| Trinité-et-Tobago | Port-d'Espagne          | Aéroport International de Piarco                     | Plans de démarrage |
| Uruguay           | Montevideo              | Aéroport International de Carrasco                   | Plans de démarrage |

### Anciennes destinations
| Pays     | Destinations | Aéroports                                     | Il date début        | Date cessez        |
| -------- | ------------ | --------------------------------------------- | -------------------- | ------------------ |
| Colombie | Barranquilla | Aéroport International Ernesto Cortissoz      | 15 septembre de 2022 | 25 août de 2023    |
| Colombie | Cali         | Aéroport International Alfonso Bonilla Aragon | 15 septembre de 2022 | 31 juillet de 2023 |
| Mexique  | Monterrey    | Aéroport International de Monterrey           | 30 septembre de 2022 | 10 janvier de 2023 |

## Premier vol
Le premier vol officiel de dite ligne aérienne s'a réalisé le samedi 13 août 2022 de Saint-Domingue vers Bogota, la Colombie. Dans le voyage ils ont participé plus de 125 personnes qu'appartiennent à «Le Club par un Meilleur Pays», dedans desquels ils se soulignent des fonctionnaires, leaders d'opinion, leaders des entreprises, avocats, diplomates et invités spéciaux, avec l'intérêt de pouvoir montrer les qualités des avions Boeing 737 MAX 8 qu'est en train d'utiliser Arajet,.
Parmi les participants à ce premier vol historique figuraient Miguel Calzada, Tony Ramos, Víctor Miguel Pacheco Méndez, Federico Jovine, Ney E. Deschamps, José Gregorio Cabrera, Jorge Rizek, Cesar Dargam, Amín Vásquez, Edwin Lebron, José Martínez Hopelman, Julio Peña. , José Quiroz, Abel Guzmán, Pascal Peña, Yerik Shamir, César Dargam, Cirilo Guzmán, Martin Breton, Miguel Franjul, Manuel Luna entre autres, parmi les plus charismatiques et actifs, à la représentation féminine distinguée formée par Katherine Hernández, Claudia de los Santos, Ely Encarnación, Gabriela Balaguer, Julia Muñoz, Leidy Blanco, Laura de la Nuez, Madeleine Bare, Michelle Domínguez, Claudia Aquino, Gabriela Melo, Julissa Rosario et bien d'autres.